# Stanisław Kościelski
Stanisław Kościelski herbu Ogończyk (zm. 1744) – kasztelan bydgoski i kasztelan konarski kujawski.
Syn Jana (zm. 1718) i Marianny Anny Trzebuchowskiej. Ojciec Jan, właściciel dóbr Bodzanów, Poczernin, był pisarzem ziemskim brzeskim i potomkiem Wojciecha z Kościoła, kasztelana brzeskiego z 1413 roku.
Poślubił Ludwikę Katarzynę Lipską, córkę Prokopa (zm. 1728), kasztelana rogozińskiego i pisarza grodzkiego poznańskiego. Z małżeństwa urodził się syn Ignacy, kasztelan bydgoski oraz córki: Aleksandra i Anna.
Właściciel dóbr Karczyn i Szarlej.
Był łowczym dobrzyńskim Od 1724 pełnił obowiązki kasztelana konarskiego kujawskiego. W latach 1726–1744 piastował urząd kasztelana bydgoskiego. 10 lipca 1737 roku podpisał we Wschowie konkordat ze Stolicą Apostolską.
Został pochowany w Podgórzu pod Toruniem.